# Villarroya de la Sierra
Villarroya de la Sierra község Spanyolországban,  Zaragoza tartományban. Villarroya de la Sierra Aranda de Moncayo, Jarque, Aniñón, Cervera de la Cañada, Villalengua, Torrijo de la Cañada és Clarés de Ribota községekkel határos. Lakosainak száma 413 fő (2024).

## Népesség
A település népessége az utóbbi években az alábbiak szerint változott:
| Lakosok száma | 668  | 622  | 600  | 585  | 553  | 521  | 467  | 446  | 435  | 413  |
|               | 2001 | 2004 | 2007 | 2009 | 2012 | 2014 | 2017 | 2019 | 2022 | 2024 |